# Olho d'Água (álbum de Maria Bethânia)
Olho d'Água é o décimo oitavo álbum de estúdio da cantora brasileira Maria Bethânia, lançado em 1992 pela Polygram.
Enquanto o álbum anterior é festivo e comemora a carreira da artista, Olho d'Água foca-se no lado pessoal e religioso de Maria Bethânia. Junto com os álbuns Ciclo (1983) e Oásis de Bethânia (2012), o disco é um dos mais intimistas da cantora, tanto nas letras, quanto na sonoridade. Olho d'Água recebeu pouca divulgação, mas rendeu outro disco de Ouro para Bethânia, com mais de 100 mil cópias vendidas.

## Faixas
| N.º | Título                                           | Música                                        | Duração |  |
| 1.  | "Sodade Meu Bem Sodade" – "Vida Vã"              | Zé do Norte - Roberto Mendes / Jorge Portugal | 3:27    |  |
| 2.  | "Invisível"                                      | Djavan / Caetano Veloso                       | 3:39    |  |
| 3.  | "Ilumina"                                        | Noca da Portela / Tranka / Toninho Nascimento | 2:48    |  |
| 4.  | "Medalha de São Jorge"                           | Moacyr Luz / Aldir Blanc                      | 4:33    |  |
| 5.  | "O Tempo e a Canção"                             | Renato Teixeira                               | 2:35    |  |
| 6.  | "Bilhete de Despedida"                           | Sueli Costa / Paulo Emílio                    | 3:24    |  |
| 7.  | "Olho d'Água"                                    | Waly Salomão / Caetano Veloso                 | 2:18    |  |
| 8.  | "Louvação à Oxum"                                | Roberto Mendes / Ordep Serra                  | 3:20    |  |
| 9.  | "Rainha Negra"                                   | Moacyr Luz / Aldir Blanc                      | 3:33    |  |
| 10. | "Búzio"                                          | Roberto Mendes / J. Velloso                   | 2:38    |  |
| 11. | "Modinha"                                        | Tom Jobim / Vinicius de Moraes                | 1:53    |  |
| 12. | "Além da Última Estrela - Sodade Meu Bem Sodade" | Dominguinhos / Fausto Nilo - Zé do Norte      | 2:53    |  |